# Svišť tatranský
Svišť tatranský (Marmota marmota latirostris) je poddruh sviště horského z čeledi veverkovití. Jedná se o endemit žijící v Tatrách v nadmořských výškách mezi 1350 a 2300 m.
Svišť tatranský patří mezi hlodavce a má velikost podobnou zajíci. Délka těla sviště horského činí asi 50 až 55 cm, s ocasem kolem 65 cm. Hmotnost svišťů horských se obvykle pohybuje v rozmezí od 4 do 6 kg, ale může dosáhnout až 8 kg.